# Seq (Unix)
seq je příkaz používaný v příkazové řádce operačních systémů z rodiny Unix-like k vytvoření posloupnosti čísel. Je součástí balíčku GNU Core Utilities.

## Použití
Syntaxe příkazu je:
```
$ 
seq
 
[
VOLBY
]
 
DOLNI_MEZ
 
KROK
 
HORNI_MEZ

```

Je-li uživatelem specifikováno pouze jediný číselný argument, je vygenerována posloupnost v rozsahu od 1 do specifikovaného argumentu (horní meze) s krokem 1:
```
$ 
seq
 
10

1

2

3

4

5

6

7

8

9

10

```

Jsou-li specifikována dva číselné argumenty, je vytvořena posloupnost, která začíná a zahrnuje první argument (dolní mez), a končí a zahrnuje druhý argument (horní mez):
```
$ 
seq
 
3
 
10

3

4

5

6

7

8

9

10

```

Je-li specifikován i třetí argument, je vrácena sekvence zahrnující i krok (v matematice známo jako diference):
```
$ 
seq
 
0
 
10
 
100

0

10

20

30

40

50

60

70

80

90

100

```

Specifikací -s (či ekvivalentně pomocí --separator) volby lze změnit rozdělovací symbol mezi jednotlivými členy posloupnosti:
```
$ 
seq
 
-s
 
" > "
 
10
 
-1
 
1

10 > 9 > 8 > 7 > 6 > 5 > 4 > 3 > 2 > 1

```

Specifikací volby -f (--format) je možné měnit přesnost desetinných čísel:
```
$ 
seq
 
-f
 
%.2f
 
-s
 
" "
 
1
 
0
.333
 
3

1,00 1,33 1,67 2,00 2,33 2,66 3,00

```

Výstup tohoto příkazu mimo jiné ukazuje, že je nutné být obezřetný při změně přesnosti, seq nemusí vždy správně zaokrouhlit desetinná čísla (porovnej 1,67 a 2,66). Příkaz také bere v potaz konfiguraci jazyka (locales), proto jsou zde desetinné oddělovače v podobě čárek, ne teček, jak je zvykem v anglofonních zemích.
Volba -w (ve své delší formě --equal-width) přidává nuly k začátkům jednotlivých členů posloupnosti tak, aby všechny měly stejnou délku:
```
$ 
seq
 
-w
 
1
 
10

00

01

02

03

04

05

06

07

08

09

10

```